# The Loughans SAC
The Loughans SAC este o arie protejată (arie specială de conservare — SAC, sit de importanță comunitară — SCI) din Irlanda întinsă pe o suprafață de 40,45 ha, integral pe uscat.

## Localizare
Centrul sitului The Loughans SAC este situat la coordonatele 52°43′25″N 7°32′03″W / 52.723516°N 7.534121°V.

## Înființare
Situl The Loughans SAC a fost declarat sit de importanță comunitară în noiembrie 1997 pentru a proteja 6 specii de animale. Situl a fost protejat și ca arie specială de conservare în aprilie 2016.

## Biodiversitate
Situată în ecoregiunea atlantică, aria protejată conține 1 habitat natural: Turlough.
La baza desemnării sitului se află mai multe specii protejate de  păsări (6): Cygnus columbianus bewickii, lebădă de iarnă (Cygnus cygnus), becațină comună (Gallinago gallinago), culic mare (Numenius arquata), ploier auriu (Pluvialis apricaria), nagâț (Vanellus vanellus).
Pe lângă speciile protejate, pe teritoriul sitului au mai fost identificate 2 specii de plante.